# Турки ибн Саид
Турки бин Саид (араб. تركي بن سعيد‎;
1832 — 4 июня 1888) — султан Омана и Маската в 1871—1888 годах. Происходил из династии Саидидов.

## Биография
Был пятым сыном султана Саида бин Султана (1804—1856). После смерти отца оспаривал власть над страной у своего брата Тувайни бин Саида (правил в 1856—1866 годах). Наследовавшего Тувайни Аззана бин Кайса Турки сумел разгромить в битве у Вади-Данк близ Матры. В этом ему помогли союзники — шейхи эмиратов Дубай, Рас-эль-Хайма и Аджман. Финансовую помощь также оказал султан Занзибара, родственник Турки бин Саида.
Правление султана Турки бин Саида протекало в период ожесточённых межплеменных распрь между родами хинави и гафири. Страна также находилась в состоянии серьёзного финансового кризиса. Кроме этого, Турки приходилось бороться внутри страны с приверженцами свергнутого Аззана бин Куайса. В связи с этим Турки попадает в зависимость от британских колониальных властей в Индии, которые помогают ему удержаться у власти и за сотрудничество награждают орденом Звезды Индии.
Наследовал Турки бин Саиду его второй по старшинству сын, Фейсал бин Турки (правил в (1888—1913 годы). Всего же в семье у Турки было трое сыновей и две дочери.